# Coup de poing direct du bras arrière
 (février 2024).
Le direct du bras arrière est généralement utilisé pour délivrer un coup puissant dans les sports de combat de plein-contact. Il est donc très préparé et puissant. Ainsi les coups puissants se délivrent le plus souvent du bras arrière. À l’encontre de la frappe du bras avant, il permet de stopper  plus facilement la progression adverse et utilisé pour placer des contres puissants.

## En boxe
Les anglophones nomment généralement le direct du bras arrière : « cross » (ou « right-punch »). En anglais, les coups puissants sont nommés « lead ».
En boxe, le direct du bras arrière est appuyé et d’une grande course (amplitude) contrairement au jab de course souvent plus réduite. Ce coup est donc délivré en attaque légèrement différée et souvent « téléphonée » c’est-à-dire visible.

## Galerie

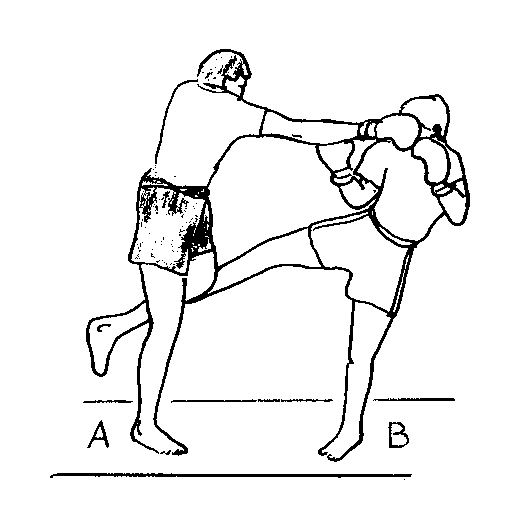
Direct long plongeant en puissance (lead) et en contre, ici sur une attaque adverse en coup de pied.
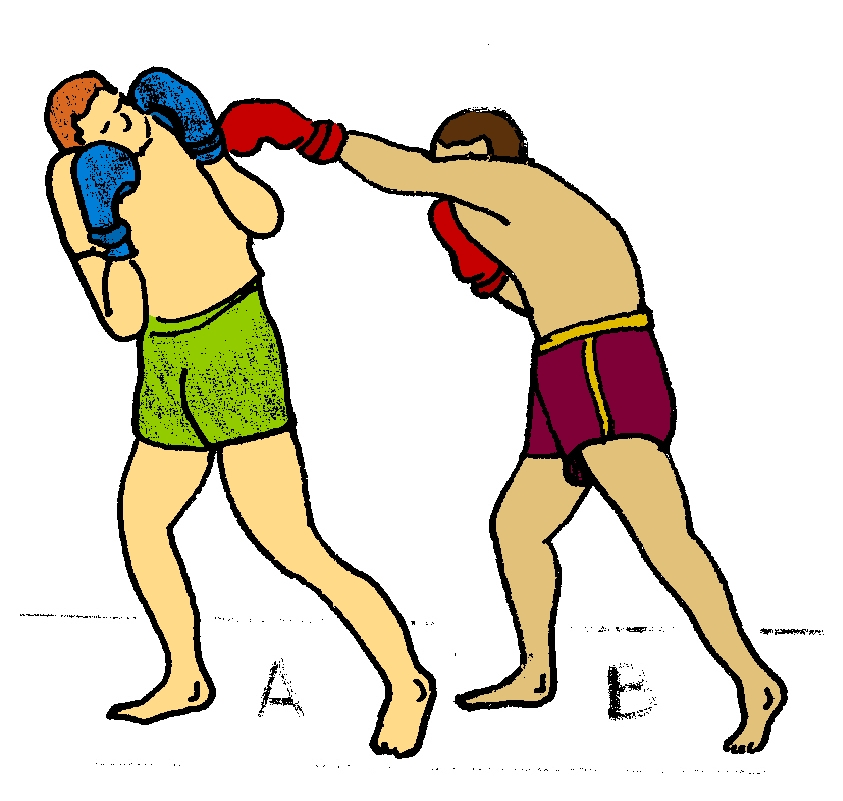
[A] accompagne le cross adverse par une torsion et inclinaison arrière de buste.
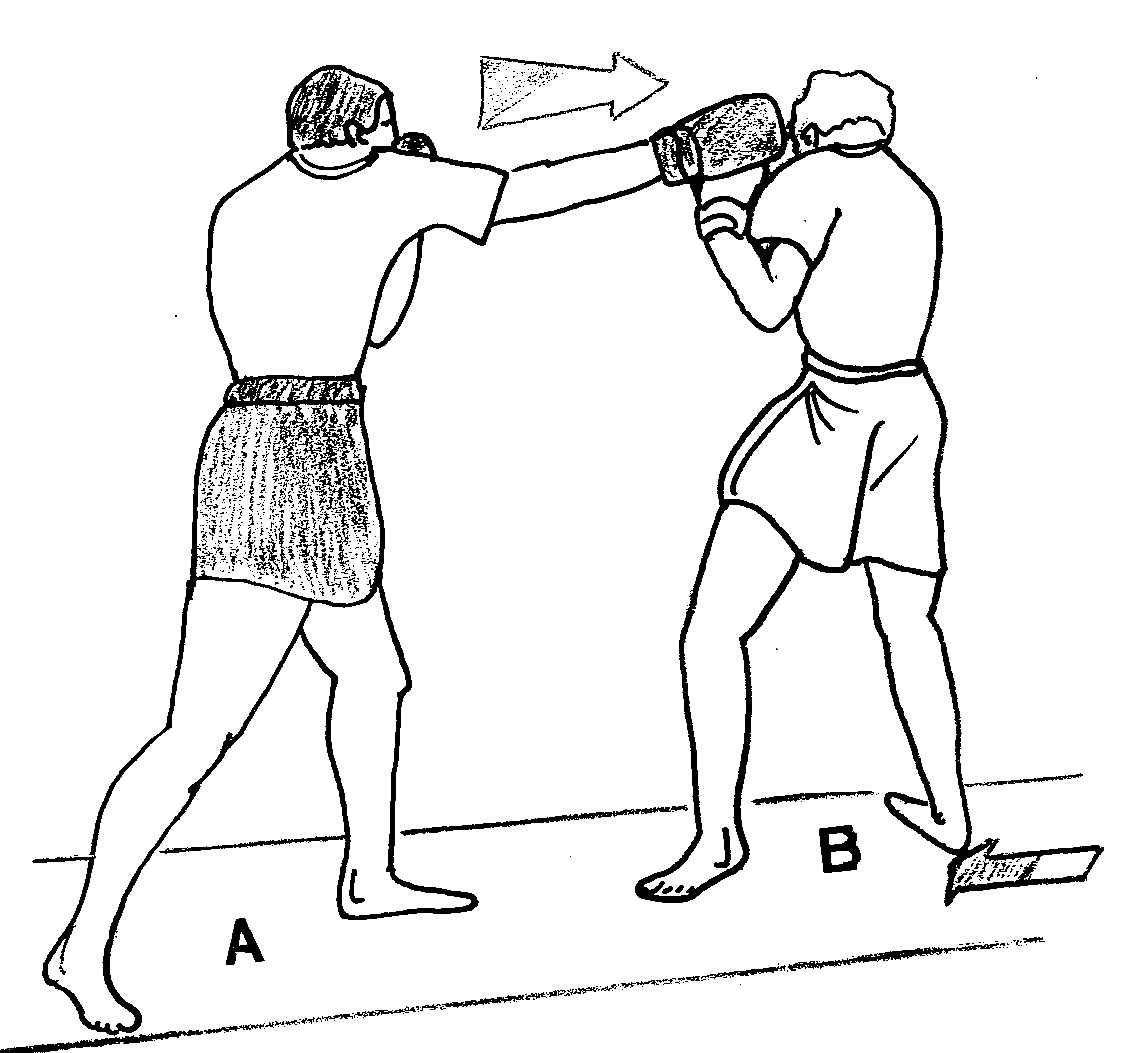
[A] arrête l’avancée adverse avec un cross.
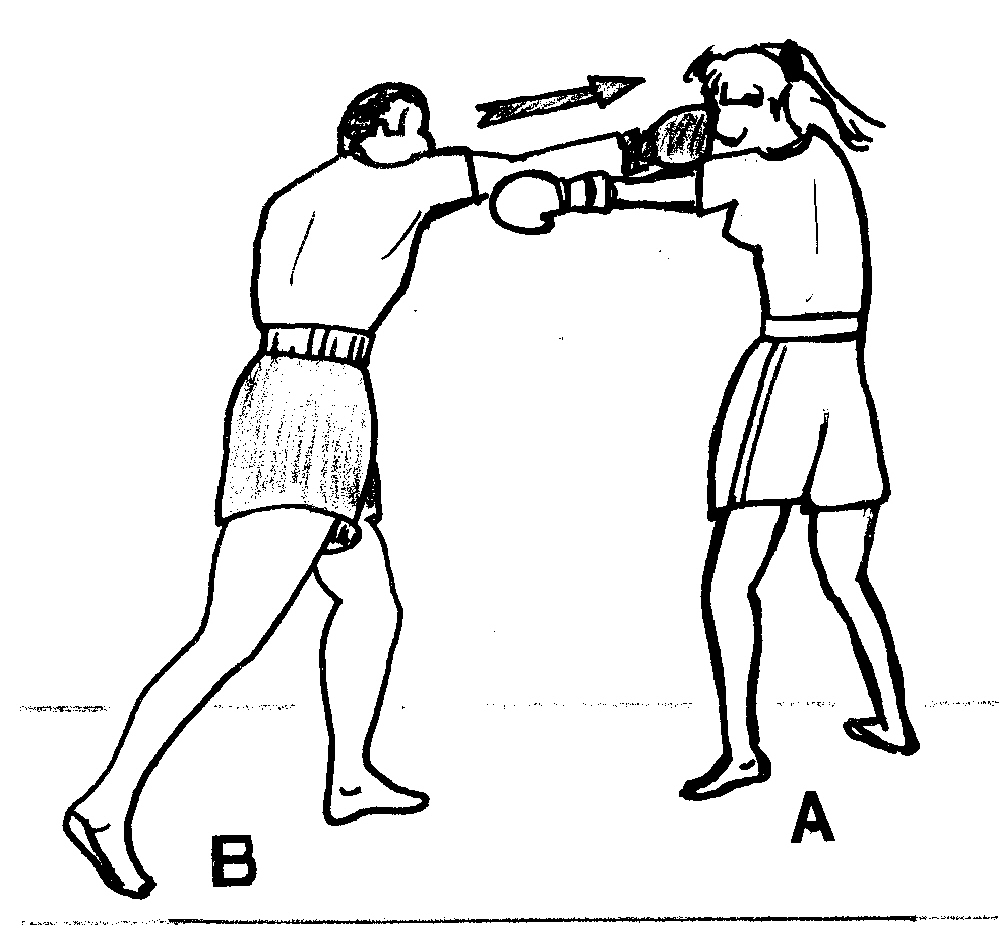
[B] porte un cross (cross-counter) en contre sur jab adverse.